# Maria Lluïsa Elisabet d'Orleans
Maria Lluïsa Elisabet d'Orleans, duquessa de Berry (Versalles 1695 - Castell de la Muette 1719). Princesa de sang de França de la Casa dels Orleans amb el tractament d'altesa reial que contragué matrimoni en el si de la Casa Reial de França.
Nascuda al Palau de Versalles el dia 20 d'agost de l'any 1695 essent filla del duc Felip d'Orleans i de la princesa Francesca Maria de Blois. Lluïsa Elisabet era neta per via paterna del duc Felip d'Orleans i de la princesa Elisabet Carlota del Palatinat i per via materna del rei Lluís XIV de França i de la marquesa de Montespan.
El dia 6 de juliol de l'any 1710 contragué matrimoni al Palau de Versalles amb el príncep Carles de França, fill del Gran Delfí i de la princesa Maria Anna de Baviera.
La parella no tingué descendència. El duc de Berry morí l'any 1714. Després de la mort del seu espòs, la princesa porta una vida de llibertinatge i escandalitzar a la cort pels seus embarassos clandestins. A l'abril de l'any 1719 la duquessa de Berry tornà a casar amb un del seus amants el comte de Riom, Armand d'Aydic, capità de la seva guàrdia i suposat pare del fill que acaba de donar a llum en secret. Salut arruïnat de les complicacions d'aquest part molt laboriós, la duquessa morí al Castell de la Muette el dia 21 de juliol de l'any 1719 i l'autòpsia revela que és una vegada més embarassada, fecundat un mes després de donar a llum.